# نور تک‌فام
نور تک فام اصطلاحاً به نوری گفته می‌شود که تنها در یک فرکانس معین وجود دارد به عبارت دیگر دارای تک فرکانس و در نتیجه یک طول موج معین است؛ طول همدوسی چشمه‌های تکفام از دیدگاه فیزیک نور بی‌نهایت است.

## نور تک فام و نور در طبیعت
در فیزیک معمولاً برای توضیح قوانین بنیادی وجود این نوع نور یا چشمه‌ای که آن را گسیل می‌کند بدیهی فرض می‌شود، چرا که در نهایت با تعمیم نتایج بدست آمده برای نور غیر تک فام می‌توان به حقایق کلی برای گستره‌ای از طول موجها دست یافت، اما در حقیقت نور تک فام یا تک رنگ پدیده‌ای است که در طبیعت معمولاً اتفاق نمی‌افتد یا بهتر است بگوییم بعلت فراوانی مشابه خود به راحتی قابل تمیز نیست، به این معنی که منابع یا چشمه‌های نور در طبیعت غالباً در یک گسترهٔ فرکانس یا طول موج امواج الکترومغناطیس خود را گسیل می‌کنند مثلاً در پدیده تابش یک جسم بعلت وجود نوسانگرها با فرکانسهای مختلف نهایتاً یک بیناب یا گستره از امواج الکترومغناطیس تابش می‌شود. نمونه بارز آن ستارهٔ خورشید به عنوان یک چشمه طبیعی نور داری یک طیف یا بیناب گسترده است که فام یا رنگ غالب آن با طول موج بیشینه ۵۰۰ نانومتر در محدوده رنگ سبز قرار گرفته.

با استفاده از مفهوم همدوسی در نور و تعریف کمیت طول همدوسی برای چشمه‌های نور مقدار این کمیت برای نور تک فام آرمانی بی‌نهایت است در حالی که چشمه‌های طبیعی دارای طول همدوسی محدود هستند مثلاً لیزرهای تجارتی با نام لیزرپوینتر که در آن‌ها از یک لیزر دیود استفاده شده و در آن‌ها کیفیت نور مطرح نیست دارای کمترین طول همدوسی در قیاس با انواع دیگر لیزر هستند و شاید نهایتاً از چندین متر تجاوز نکنند و این در حالیست که طول همدوسی لامپهای معمولی در مرز چندین ده میکرومتر تا حداکثر یک میلی‌متر قرارمی گیرد برای نور خالص سفید خورشید این طول در مرتبه طول موج نور مرئی باقی می‌ماند. البته اینجا لازم است ذکر شود که مفهوم همدوسی نور فراگیرتراز تک فام بودن نور است و بحث جداگانه‌ای را در جای خود طلب می‌کند.

## ارتباط نور تک فام با دانش طیف نگاری
پدیده در آشامی یا جذب فوتون را می‌توان به صورت تک فام یا تک رنگ در نظر گرفت که در فرکانس‌های خاص صورت می‌گیرد به این ترتیب که جهش‌های الکترونی خاص در اتمهای یک عنصر معین برای گذار از یک تراز به تراز ی متفاوت نیازمند انرژی معین است که از اختلاف انرژی بین دو تراز حاصل می‌شود؛ مطابق با ΔΕ=hν=hc/λ که در آن h ثابت پلانک و ν و λ هم فرکانس و طول موج فوتون در آشامیده را مشخص می‌کنند و بنابراین در نهایت به نور با فوتونهایی در فرکانس خاص وابسته است، و البته بسیار جای خوشبختی است که این پدیده حالت تک فام دارد چرا که مبنای کشف عناصر در نقاط بسیار دور عالم است و با رجوع به خطوط جذبی در بیناب یا طیف دریافتی از آن‌ها که حکم اثر انگشت یک عنصر را دارد می‌توان پی به وجود آن عنصر برد. این پدیده پایه و اساس دانش طیف نگاری را تشکیل می‌دهد.

## نور تک فام و تکامل شناخت نور
علاوه بر آن مبنای بسیاری از آزمایش‌های معروف که منجر به تکامل شناخت نور در دو قرن اخیر بوده متکی بر ایجاد چشمه‌های نوری تک فام با فرکانس معین است که خود برای چشمه‌های ثانویه همدوس در آزمایش‌ها بکار می‌رفته و سابقاً با استفاده از تحریک اتمهای بخار عنصری خاص در لوله‌های تخلیه الکتریکی در فشار مناسب و در دمای نسبتاً بالا صورت می‌گرفته که باعث تحریک اتمها و ارسال فوتون در فرکانس‌های معین می‌شده و اساس فیزیکی آن همان گذار از ترازهای انرژی است که در خصوص جذب یا در آشامی فوتون در قسمت قبل به آن اشاره شد.

## راههای دیگر ایجاد نور تک فام
راههای دیگری برای ایجاد نور تک فام استفاده از منشور یا توری پراش یا قرار دادن فیلترهای ویژه سر راه نور است. منشور و توری پراش نور سفید را به رنگ‌های اصلی نور تجزیه می‌کند نور سفید مجموعه‌ای از نورهای رنگین کمان است که بین طول موجهای ۳۸۰ تا۷۸۰ نانومتر گسترده شده و به این دلیل که ضریب شکست نور به فرکانس نور یا طول موج نور وابسته است می‌توان با قرار دادن یک منشور سر راه نور سفید آن را اصطلاحاً به رنگ‌های رنگین کمان از آبی تا سرخ شکست. توری پراش هم اساساً همین کار را می‌تواند بسته به فزونی تعداد شکافهایش بر واحد طول تمیز تر و دقیقتر انجام دهد. همینطور فیلترهای خاصی وجود دارند که می‌توانند تنها گستره باریکی از بیناب را از خود عبور دهند به آن‌ها فیلترهای تداخلی نوری می‌گویند این نوع فیلترها دارای ساختاری چند لایه و با ضخامت مشخص در هر لایه هستند.

## لیزر و نور تک فام
امروزه بهترین مثال در دسترسی را که برای نور تک فام می‌توان آورد باریکه نور لیزر است که در یک محدوده فرکانسی باریک قرار دارد با اینحال برای لیزر هم می‌توان صرفنظر از کیفیت نور پدید آمده پارامترهایی از قبیل پهنا در نصف مقدار بیشینه یا اصطلاحاً درجهٔ ظرافت را تعریف کرد که در نهایت زمانی مفهوم دارد که یک گستردگی بینابی ولو ناچیز موجود باشد.